# Willis Bouchey
Willis Bouchey, född 24 maj 1907 i Vernon, Michigan, död 27 september 1977 i Burbank, Kalifornien, var en amerikansk skådespelare. Bouchey medverkade i över 200 filmer och TV-produktioner. Han var flitigt anlitad av regissören John Ford och medverkar i tolv av dennes filmer.

## Filmografi
- 1952 – Drama på hotell
- 1952 – Vattnets Venus
- 1953 – Ficktjuven
- 1953 – Polishämnaren
- 1954 – Broarna vid Toky-Ri
- 1954 – Attentatorn
- 1955 – Kanske aldrig mer
- 1955 – Våldets män
- 1955 – Frisco Bay
- 1958 – Det sista hurraropet
- 1959 – De tappras väg
- 1959 – Utmanaren
- 1960 – Kapten Buffalo
- 1960 – Perry Mason (TV-serie) (1960-1966)
- 1961 – Fickan full av flax
- 1961 – Två red tillsammans
- 1962 – Mannen som sköt Liberty Valance
- 1969 – Akta're för sheriffen